# Вайгель, Эрхард
Эрхард Вайгель (нем. Erhard Weigel; 1625—1699) — немецкий математик, физик, астроном и философ. Образование получил в Лейпцигском университете (1647—1650). В 1653—1688 был профессором математики в Йенском университете. Учитель Готфрида Вильгельма Лейбница и Самуэля фон Пуфендорфа.
В 1688—1889 годах Вейгель публикует ряд статей, известных под общим названием Небесная Геральдика (лат. Coelum Heraldicum). В них он перекраивает карту звёздного неба, предлагая заменить все созвездия на геральдические знаки европейских государств. Позже он сделал несколько небесных глобусов, выражающих эту идею. Признания астрономов созвездия Вейгеля не получили.
Выступал за введение в школах изучения математики, физики и родного языка вместо латыни.

## Память
Именем Вейгеля назван астероид (9315) Вайгель, открытый в 1988 году, и 35-километровый кратер Вейгель на Луне.